# François Catonné
François Catonné (* 3. September 1944 in Paris) ist ein französischer Kameramann, Dokumentarfilmer und Fotograf.

## Leben und Werk
François Catonné absolvierte ein Studium an der École de Cinéma „Vaugirard“ (Louis Lumière). Noch während seines Studiums engagierte ihn der aus Mauretanien stammende Schauspieler und Filmemacher Med Hondo als Kameramann für seinen ersten Film, Soleil O. 1967 begann Hondo mit den Dreharbeiten, für Regisseur und Kameramann war es das Filmdebüt. Der Schwarzweißfilm, produziert unter prekären Umständen, mit einem minimalen Budget und einer ebenso minimalen Crew, thematisiert die Erfahrungen eines afrikanischen Einwanderers in Frankreich. Der Film gilt als Attacke auf den Neokolonialismus und erregte landesweites Aufsehen. Er wurde 1970 in Cannes in der Critics’ Week vorgestellt und erhielt im selben Jahr in Locarno einen goldenen Leopard. Hondo engagierte Catonné auch für seine beiden folgenden Filme als Kameramann. Bicots-negres vos voisins (1974) ist ein Film über die Erfahrung der Emigration und den Rassismus in Frankreich. Der Historienfilm West Indies (1979) gewann den Preis des Festivals von Dakar.
Von 1969 bis 1978 war Catonné Kameraassistent u. a. von Étienne Becker, Lucas Belvaux, Élie Chouraqui, Gérard Corbiau, Robert Enrico, Tonino Delli Colli, Jean Pierre Denis, Nadine Trintignant und Francis Veber.
1978 war er einer der Kameraleute des Films La voix de son maître, in dem Gérard Mordillat (* 1949) und Nicolas Philibert Interviews mit 6 französischen Topmanagern geführt haben. Ab den späten 1970ern arbeitete er als Director of Photographie für Film- und Fernsehproduktionen.
2003 war er verantwortlich für die Lichttechnik in dem Stück La Guerre de 2000 ans von Kateb Yacine im Théâtre Gérard Philipe in Paris.
Seit 2011 dreht er in unregelmäßigen Abständen Filme über bildende Künstler bei ihrer Arbeit im Atelier. Inzwischen hat er u. a. Filme über Laurent Dauptain, Jacques Godin, Melanie Favennec, Albert Sauteur, Antonio Seguí, Christine Trouillet und Vladimir Veličković realisiert. Der letzte in der Reihe von bisher 11 Dokumentarfilmen entstand 2023 und zeigt den irakischen Maler Abraham Hadad (* 1937). Der jeweilige Dreh dauert nicht länger als 24 Stunden. Präsentiert werden diese Filme in der Regel im Zusammenhang mit Ausstellungen oder in Museen.
Catonné hat in seiner langen Filmkarriere rund 80 Kino- und Fernsehfilme gedreht.
Er ist Mitglied der AFC.

## Filmografie (Auswahl)
- 1970: Soleil Ô
- 1983: Der Schrei nach Leben (Au nom de tous les miens)
- 1983: Widerstandskämpfer im Ruhestand (Des terroristes à la retraite)
- 1984: Auf der Spur des Leoparden (Le léopard)
- 1986: Die Frau meines Lebens (La femme de ma vie)
- 1986: Dreißig Grad Minus (La galette du roi)
- 1987: Brennender Sommer (De guerre lasse)
- 1989: Die Französische Revolution (La révolution française) (Episode Les années lumière)
- 1989: Das Schloß gehört mir (Je suis le seigneur du château)
- 1991: Das Jahr des Erwachens (L’année du l’éveil)
- 1992: Indochine
- 1992: Schläfst Du noch? (Oh pardon! Tu dormais...)
- 1993: Doppelte Tarnung (Profil bas)
- 1993: An der Seite von Antonin Artaud (En compagnie d’Antonin Artaud)
- 1994: Im Netz der Leidenschaft (Target of Suspicion)
- 1995: Eine französische Frau (Une femme française)
- 2000: Le pique-nique de Lulu Kreutz
- 2001: Absolument fabuleux
- 2005: Wie sehr liebst du mich? (Combien tu m’aimes?)
- 2006: Die belagerte Festung (La forteresse assiégée)
- 2008: Die Apokalypse (Apocalypse)
- 2010: Der Klang von Eiswürfeln (Le bruit des glaçons)
- 2010: Die Liebenden und die Toten (Les vivants et les morts) (Fernsehserie)
- 2012: Die Mondnacht von Toulon (Les cinq parties du monde)
- 2015: Jesus und der Islam (Jésus et l’Islam)
- 2017: Steht auf, Genossinnen! (Mélancolie ouvrière)

## Auszeichnungen
- 1993: César für Indochine

## Ausstellungen  (Auswahl)
- 2009: Répérage. Cinéma MK2 Bibliothèque[3]
- 2020: Temps de pause à l’ONU, Galerie de La Présidence, Université Rennes 2[4]
- 2020: François Catonné. Expo Arts Visuels, Centre d’arts Ronzier, Valenciennes[5]